# أحمد الثالث
السلطان أحمد الثالث بن محمد الرابع بن إبراهيم الأول بن أحمد الأول بن محمد الثالث بن مراد الثالث بن سليم الثاني بن سليمان القانوني بن سليم الأول بن بايزيد الثاني بن محمد الفاتح بن مراد الثاني بن محمد الأول جلبي بن بايزيد الأول بن مراد الأول بن أورخان غازي بن عثمان بن أرطغل، (1083 هـ / 30 ديسمبر 1673م - 1149 هـ / 1 يوليو 1736م) السلطان الرابع والعشرون للدولة العثمانية (1703-1730). ولد عام 1083 هـ وتوفى عام 1149 هـ/ 1 يوليو 1736م.
تولى الخلافة عام 1115 هـ وكان عمره اثنين وثلاثين سنة. وزع على الانكشارية الأعطيات الكثيرة في بداية حكمه وسار مع آرائهم حتى إذا تمكن اقتص من قادتهم. لم يفطن وزراؤه لإصلاحات بطرس الأكبر ملك روسيا وخطته للتوسع على حساب مملكتي السويد وبولندا والسلطنة العثمانية.

## أسرته

### زوجاته
- رابعة سلطان - Rabia Şermi Kadın
- أمينة مهرشاه قادين - Mihrişah Kadın
- أمة الله قادين - Emetullah Kadın
- رقية قادين - Rukiye Kadın
- أم كلثوم قادين - Ümmügülsüm Kadın
- خديجة قادين - Hatice Kadın
- فاطمة قادين - Fatma Kadın
- أمينة مصلحة قادين - Emine Muslıhe Kadın
- حنيفة قادين - Hanife Kadın
- زينب قادين - Zeynep Kadın
- شاهين قادين - Şahin Kadın

### أبناؤه
- شاهزاده محمد - Şehzade Mehmed
- شاهزاده عيسى - Şehzade Isa
- شاهزاده علي - Şehzade Ali
- شاهزاده سليم - Şehzade Selim
- شاهزاده مراد - Şehzade Murad
- شاهزاده عبد الملك - Şehzade Abdülmelik
- شاهزاده سليمان - Şehzade Süleyman
- شاهزاده محمد - Şehzade Mehmed
- شاهزاده محمد - Şehzade Mehmed
- مصطفى الثالث - Mustafa III
- شاهزاده بايزيد - Şehzade Bayezid
- شاهزاده عبد الله - Şehzade Abdullah
- شاهزاده إبراهيم - Şehzade Ibrahim
- شاهزاده نعمان - Şehzade Numan
- عبد الحميد الأول - Abdul Hamid I
- شاهزاده سيف الدين - Şehzade Seyfeddin

### بناته
- فاطمة سلطان - Fatma Sultan 1704-1733
- خديجة سلطان - Hatice Sultan 1707-1708
- رقية سلطان - Rukiye Sultan 1707-1707
- زينب سلطان - Zeynep Sultan 1708-1708
- أم كلثوم سلطان - Ümmügülsüm Sultan 1708-1732
- زينب سلطان - Zeyneb Sultan 1710-1710
- خديجة سلطان - Hatice Sultan 1710-1738
- عتيقة سلطان - Atike Sultan 1712-1738
- رقية سلطان - Rukiye Sultan 1712-1714
- زينب سلطان - Zeynep Sultan 1714-1774
- صالحة سلطان - Saliha Sultan 1715-1778
- عائشة سلطان - Ayşe Sultan 1718-1776
- ربيعة سلطان - Rabia Sultan 1719-1719
- أمة الله سلطان - Emetullah Sultan 1719-1720
- أمة الله سلطان - Emetullah Sultan 1723-1724
- نائلة سلطان - Naile Sultan 1725-1726
- نظيفة سلطان - Nazife Sultan 1725-1725
- أسماء سلطان - Esma Sultan 1726-1788
- صبيحة سلطان - Sabiha Sultan 1726-1726
- ربيعة سلطان - Rebia Sultan 1727-1728
- زبيدة سلطان - Zübeyde Sultan 1728-1756
- أم سلمة سلطان - Ümmüseleme Sultan 1732
- أمينة سلطان - Emine Sultan 1732

## العلاقات مع مملكتي السويد وروسيا
عندما تلقى الملك السويدي شارل الثاني عشر هزيمة قاسية على يد العساكر الروسية في موقعة بولتافا (مدينة في أوكرانيا حاليا) أجبرته على اللجوء إلى مدينة بندر العثمانية، وأخذ بتحريض السلطان على محاربة القيصرية الروسية، ولكن وزراء أحمد الثالث آثروا السلم، ولم يفطنوا إلى خطر بطرس الأكبر وخطته التوسعية الطموحة.
بعد مدة من الزمن تم تولية بلطه جي محمد باشا أمور الوزارة، وكان ميالا لقتال الروس، وفعلا أعلن الحرب عليهم وقاد الجيوش بنفسه، وقد كان تعداد جيشه حوالي مئتي ألف مقاتل، وبعد مجموعة من المناورات العسكرية استطاع أن يحاصر الجيش الروسي الذي يقوده بطرس الأكبر بنفسه، ولو استمر الحصار لمدة أطول لأخذ بطرس الأكبر وقادته أسرى وانفرط عقد مملكته، ولكن وقع الطرفان معاهدة فلكزن، وبموجبها تنازلت روسيا عن بعض الأراضي، ويقال أن كاترينا (خليلة بطرس الأكبر وزوجته فيما بعد) قدمت رشوة إلى بلطه جي محمد باشا وكانت عبارة عن مجوهراتها وحليها في سبيل فك الحصار عن القيصر، ولقى هذا الرأي انتشارا في الأوساط العثمانية مما جعل الخليفة أحمد يعزله ويعين مكانه يوسف باشا الذي مال للسلم ووقع معاهدة جديدة مع روسيا بتدخل هولندا وبريطانيا اللتان تضررت تجارتهما بسبب الحرب الروسية العثمانية، وعرفت تلك المعاهد بمعاهدة أدرنة وفيها تنازلت روسيا عن كل أراضيها على البحر الأسود، مقابل إبطال الجزية السنوية التي تدفعها لأمراء القرم حتى لا يتعدوا على قوافلها التجارية.
إن للدكتور إحسان حقي رأي مغاير لما كتبه عدد من المؤرخين عن حادثة بلطه جي محمد باشا حيث أنه لو كان بمقدوره أسر بطرس الأكبر لغنم مجوهرات خليلته لا بل كاترينا نفسها كسبية بعد النصر، فإما أنه كان يرى أن وضعه العسكري الحالي قد يتسبب بخسارته للفتوحات التي أحرزها إذا استمر بمحصارة القيصر الروسي أو أنه اجتهد فأخطأ، كما أن الجند ما كانت لتتركه يهنأ برشوة من دون أن يثوروا وهم لهم اليد الطولى في تعيين الوزراء والتسلط على السلاطين.
توالت الأحداث والمعاهدات بين الطرفين حتى خرجت روسيا من كل الثغور والموانئ الموجودة على البحر الأسود، كما صرح الخليفة للتجار الروس بالمرور في أراضى الدولة العثمانية دون دفع أي شيء.

## الحرب مع النمسا والبندقية

### الحرب على البندقية
أراد العثمانيون استعادة شبه جزيرة المورة (اليونان)، فدارت حرب بين العثمانيين وجمهورية البندقية، انتهت بانتزاع الجيوش العثمانية لأغلبية المورة، ولكن البنادقة مالبثوا أن استعانوا بإمبراطورية النمسا وقائدها العسكري الشهير آنذاك أوجين السافوياني.

### الحرب مع النمسا
دارت رحى الحرب بين العثمانيين والنمسا فانتصرت النمسا، وعقدت معاهدة بساروفتس، وأعطت للنمسا الكثير من الأجزاء التي تم الاستيلاء عليها كمدينة بلغراد وجزء كبير من بلاد الصرب وبقيت جزيرة المورة للعثمانيين وكما حظي البنادقة بثغور شاطئ دلماسيا، واتفقت الدولة العثمانية مع روسيا في نفس المعاهدة على الحد من نفوذ ملك بولندا على نبلاء البلاد وعدم جعل منصبه وراثيا، وهدف القيصر من هذا البند إلى إيجاد شيء من العداء بين البولنديين والعثمانيين في سعي متواصل لتحقيق سياسته الكبرى بالتوسع على حساب بولندا والسويد ودولة الخلافة.
جدير بالذكر أن العثمانيين اختاروا الوقت الغير مناسب لدخولهم تلك الحرب وذلك لعدم انشغال النمسا بأية حروب مع فرنسا، وقدرتها على توجيه كامل جيوشها إلى المعارك، وضعف العلوم العسكرية العثمانية مقارنة بنظيرتها النمساوية.

## إصلاحاته
لقد كان نجاح التجربة العسكرية لبطرس الأول الروسي محور الحديث في مجالس كبار الوزراء العثمانيين، الذين كانوا يريدون نقل تجربته إلى الدولة العلية وتحديث الجيش على النظام الأوروبي الغربي، ووصل الأمر أن الخليفة نفسه قد تأثر بهذا الأمر، وكانت هذه الحادثة أول بذور رياح التغريب التي اشتدت مع الأيام حتى امتدت لتشمل كل مجالات الحياة في الدولة العلية في القرنين التاسع عشر والعشرين، وابتدأ عهد الصراع بين دعاة التغريب ودعاة الحفاظ على الموروث.

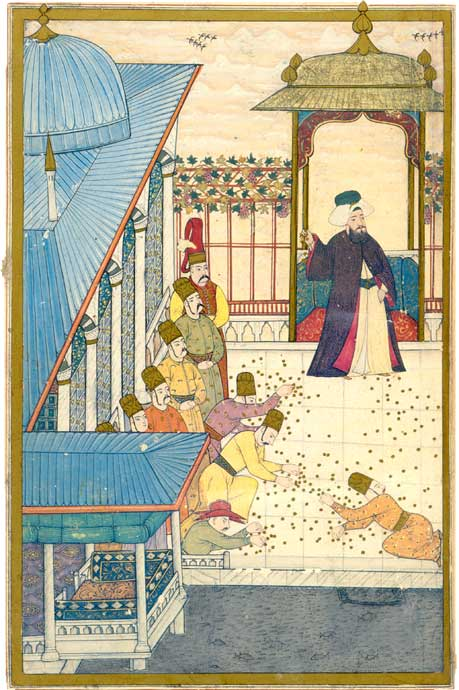
أحمد الثالث

عمل الداماد إبراهيم باشا (داماد تعني صهر الخليفة) الذي تولى الصدارة العظمى حديثا على الاهتمام بدراسة أسباب التقدم الغربي، فراح يرسل السفراء العثمانيين إلى الغرب وبخاصة إلى النمسا وفرنسا، ولم يكن مهام السفراء سياسية فقط بل التعرف على الطرق العسكرية الحديثة والسياسات الأوروبية والمصانع والمنجزات الحضارية، وكان من العادات الاجتماعية الجديدة التي وفدت على الدولة أن قام الأغنياء والخليفة نفسه ببناء القصور والإسراف في المال وإنشاء الحدائق كما في أوروبا. ظهر حب ورود التوليب في عهد أحمد الثالث وانتشر حبها بين الأغنياء والأعيان الذين أخذوا بالاستكثار من زراعتها وتهجين أنواع جديدة منها.
في عهد الخليفة أحمد الثالث دخلت المطبعة وتأسست أول دار للطباعة في إسطنبول، كما نشطت حركة ترجمة الكتب إلى التركية، وتم إنشاء مصنع خزف في قصر تكفور بإسطنبول ومصنع نسيج ومصنع لصناعة الورق في بابوا جنوب بحر مرمرة. كما طُبق الحجر الصحي لأول مرة في الدولة العثمانية، وتم إنشاء وحدات لاطفاء الحرائق في إسطنبول تابعة لفيلق الانكشارية.

## الاتجاه إلى الشرق وعزل أحمد الثالث

### احتلال أرمينيا والكرج
أراد العثمانيون تعويض ماخسروه في أوروبا، فاتجهوا شرقا نحو بلاد الفرس فاحتلوا أرمينيا والكرج (منطقة جورجيا) وغيرها مستغلين الخصومات في الصف الإيراني، وبسبب رغبة السلطان في عقد السلم بين الطرفين ثارت الانكشارية التي أرادت استمرار الحرب كي يستمروا في السلب والنهب وانتهت تلك الأحداث بعزلهم للسلطان أحمد الثالث من الحكم.

### عزل أحمد الثالث
تم عزل السلطان أحمد الثالث بفعل عدم التوافق مع الجيش الإنكشارية.

## وفاته
توفى السلطان أحمد الثالث عام 1149 هـ/ 1 يوليو 1736م.

## روابط خارجية
- أحمد الثالث على موقع الموسوعة البريطانية (الإنجليزية)
- أحمد الثالث على موقع ميوزك برينز (الإنجليزية)